# Élection présidentielle camerounaise de 1984
L'élection présidentielle camerounaise de 1984 s'est tenue le 14 janvier 1984. Seul candidat, Paul Biya est élu.

## Contexte
Paul Biya est président depuis la démission d'Ahmadou Ahidjo le 6 novembre 1982. L'Union nationale camerounaise étant le seul parti autorisé depuis 1966, il est le seul candidat à ces élections.

## Résultats
Paul Biya est élu avec 100 % des suffrages. Le taux de participation est de 97,7 %.
| Candidat               | Parti                        | Voix      | %     |
| ---------------------- | ---------------------------- | --------- | ----- |
| Paul Biya              | Union nationale camerounaise | 3 878 138 | 100 % |
| Votes blancs/invalides | Votes blancs/invalides       | 607       | -     |
| Total                  | Total                        | 3 878 745 | 100 % |